# Pura Tirta Empul

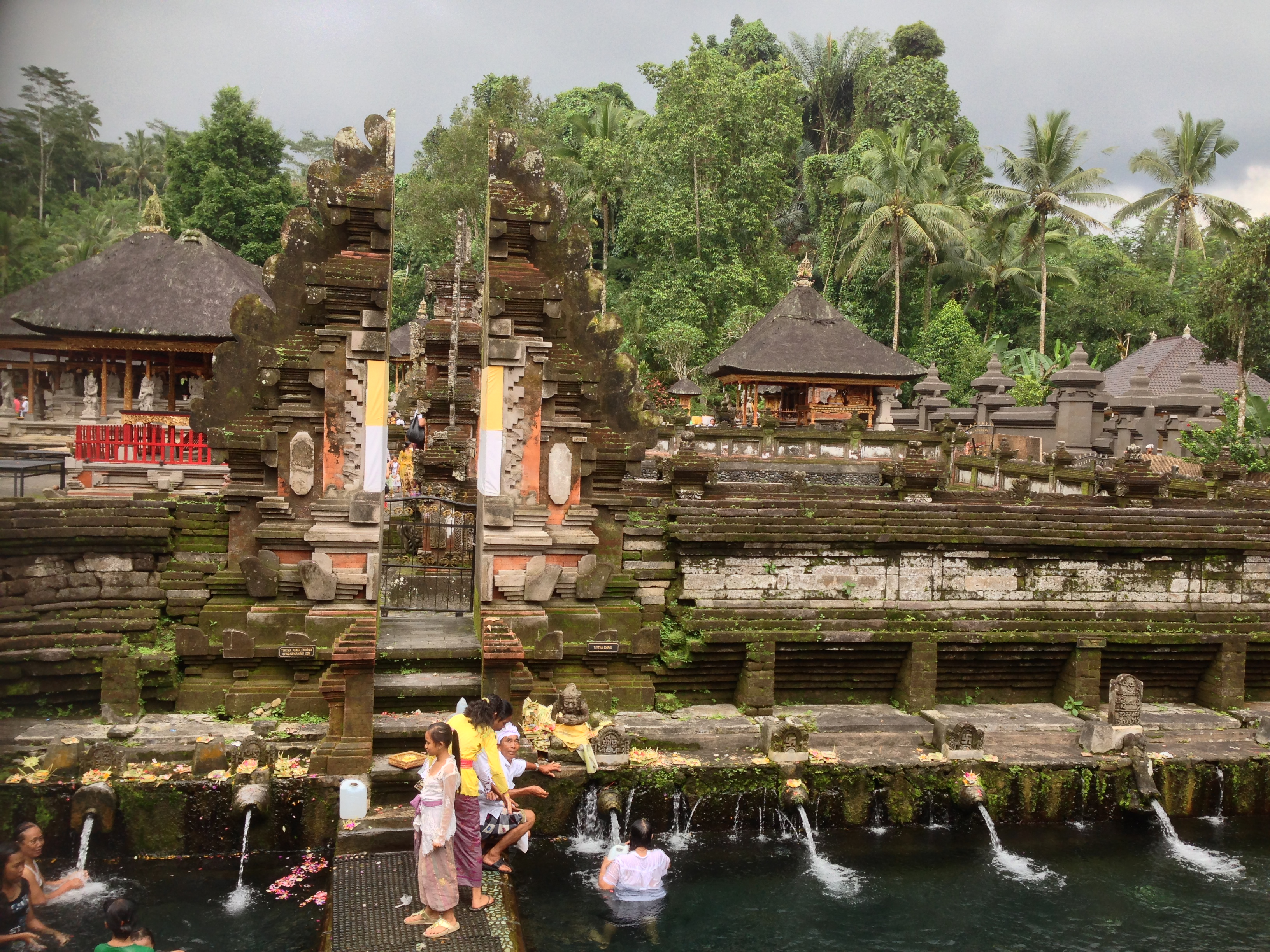
Pura Tirta Empul

Pura Tirta Empul ist ein Tempel des balinesischen Hinduismus in Tampaksiring, im zentralen Teil von Bali. Der Tempel ist Vishnu geweiht und für seine heilige Quelle bekannt, die eine wichtige Rolle in religiösen Zeremonien und Reinigungsritualen der balinesischen Hindus spielt. Tirta Empul ist ein bekanntes Tourismusziel.

## Beschreibung

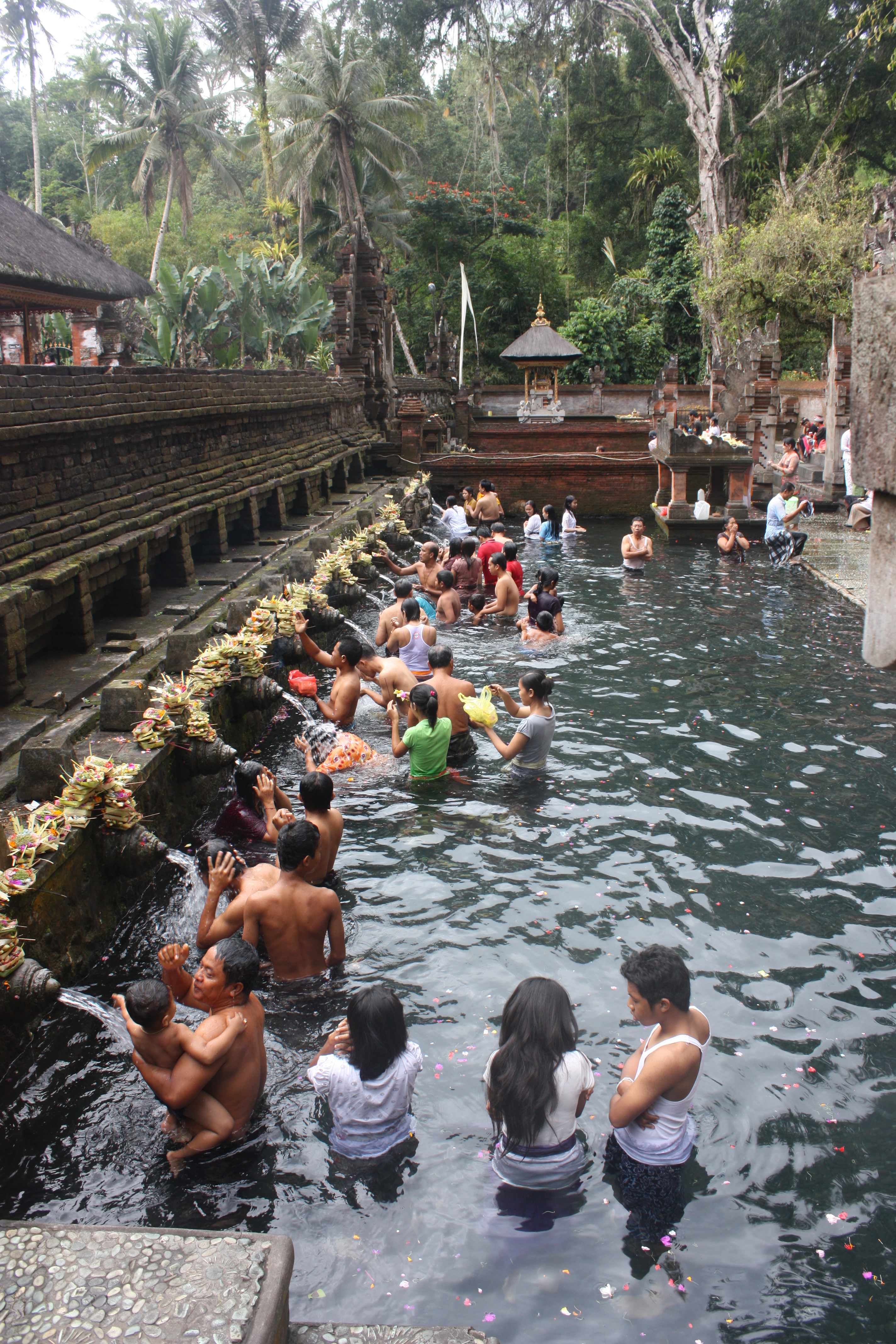
Rituelle Waschungen in Pura Tirta Empul

Die Anlage erstreckt sich etwa über zwei Hektar. Wie alle balinesischen Tempel besteht sie aus drei Zonen: dem äußeren Hof („Jabaan“), dem mittleren Hof („Jaba tengah“) und der inneren Hofzone („Jeroan“), dem Allerheiligsten. In den äußeren Hof gelangt man durch ein nach Süden gewandtes, gespaltenes Tor (Candi Bentar). Von hier in den mittleren Hof führt der Weg durch ein ebenfalls südwärts gerichtetes, gedecktes Tor, das Candi Kurung genannt wird. Der Zugang zur inneren Sakralzone ist am Nordende des mittleren Hofes, wo man westwärts versetzt durch ein großes Candi-Bentar-Tor eintritt.

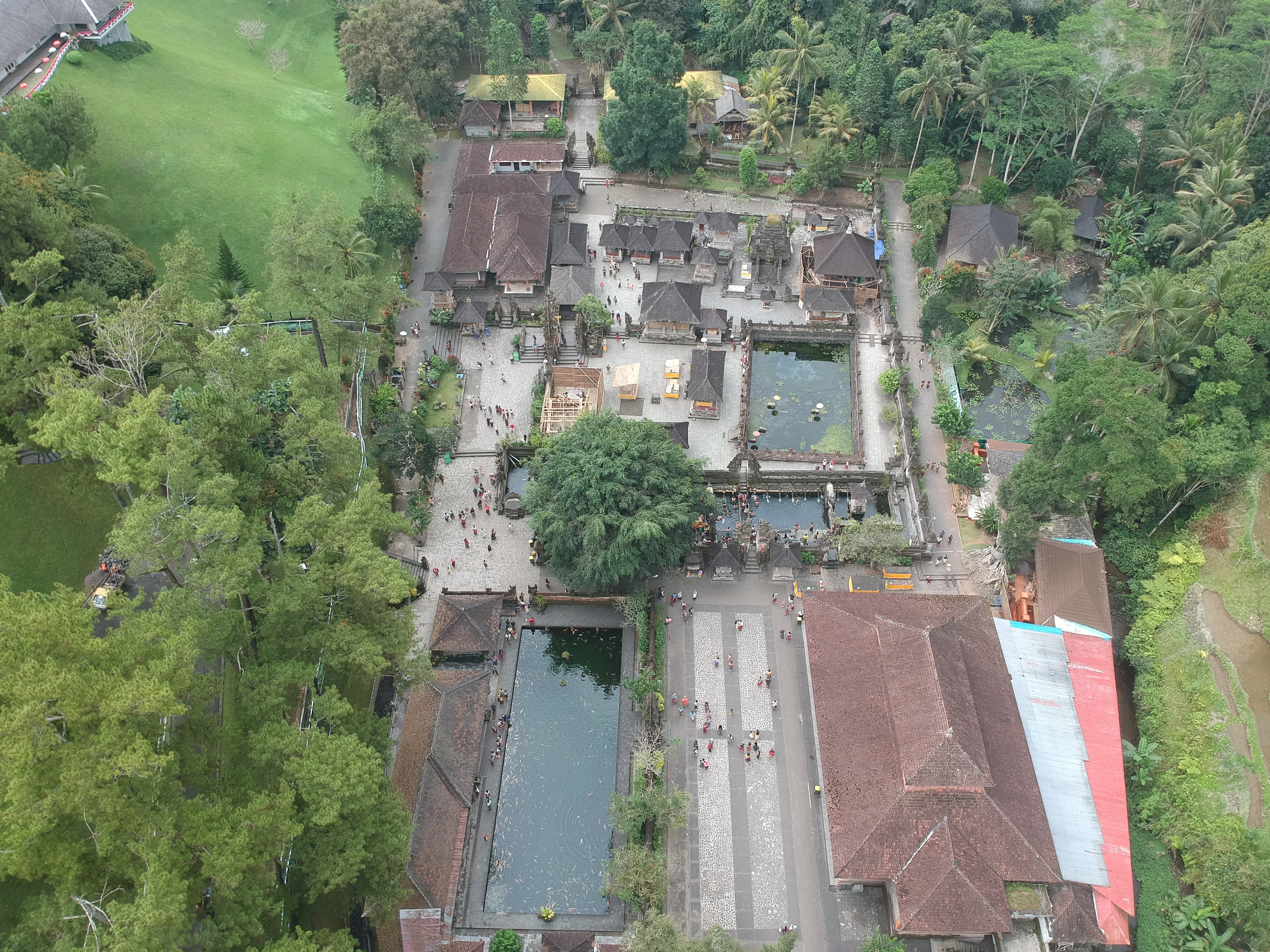
Luftbild der Anlage

Jeder dieser drei Höfe hat seine eigenen Gebäude, die in ihrer Form ihren unterschiedlichen Funktionen angepasst sind. So liegen im äußeren Hof die Versammlungshalle („Wantilan“), wo auch rituelle Aufführungen stattfinden, der Teich, der sein Wasser aus dem mittleren Hof erhält und die Umkleidekabinen. Der mittlere Hof ist unterteilt in den Beckenkomplex („Patirthan“) und den Küchenkomplex („Pawaregan“). In letzterem finden sich verschiedene Bale zur Aufbewahrung und Zubereitung der Opfergaben und der Mahlzeiten bei Tempelfesten. Auch im Patirthan stehen einige Pavillons, wo balinesische Tanzdramen aufgeführt werden sowie Throne („Padmasana“), also Sitzgelegenheiten für Götter. Außerdem sind hier die beiden Wasserbecken anzutreffen. Den insgesamt 13 kunstvoll gestalteten Ausgüssen sind jeweils ganz spezifische Funktionen zugeordnet. So sorgt der eine für geistige Reinigung, ein anderer wirkt gegen Magengifte, ein dritter bekämpft das Böse. In der inneren Zone steht das „Tepasana“, der Sitz und Altar von Bhatara Indra, außerdem mehrere Bale, an denen jeweils unterschiedliche Gebete gesprochen werden oder in denen bei Zeremonien das traditionelle Gamelan-Orchester sitzt, sowie fünf „Gedong“ (kleine geschlossene Gebäude zur Aufbewahrung von Utensilien für Götter).

## Geschichte
Laut einer altbalinesischen Inschrift ist das Heiligtum im Jahre 882 nach dem balinesischen Mondkalender (Saka-Kalender) gegründet worden, was dem Jahr 960 unserer Zeitrechnung entspräche. König Jayahsingha Warmadewa habe damals angeordnet, das Quellwasser aufzufangen und in zwei Becken zu fassen. Damit wollte er die jährlich auftretenden Zerstörungen durch die vom reißenden Wasser ausgelösten Steinschläge verhindern. 1969 wurde der gesamte Sakralkomplex unter Hinzufügung neuer Schreine und Pavillons („Bale“) renoviert.

## Gründungslegende
Einer von mehreren Gründungslegenden zufolge hat der Gott Indra im Verlauf seines Kampfes gegen den eitlen König Mayadanawa die Quelle des Flusses Pakerisan geschaffen, der in Tirta Empul entspringt. 